# Eduardo Estrada
Eduardo Estrada Ojeda (ur. 12 października 1921 w Morelii) – meksykański zapaśnik walczący w stylu wolnym. Olimpijczyk z Londynu 1948, gdzie odpadł w eliminacjach w kategorii 73 kg.

## Letnie Igrzyska Olimpijskie 1948
| Konkurencja                 | Walki               | Walki                  | Klas. końcowa |
| Konkurencja                 | Pierwsza runda      | Druga runda            | Miejsce       |
| --------------------------- | ------------------- | ---------------------- | ------------- |
| styl wolny, waga półśrednia | Abbas Zandi (IRI) P | Anant Bhargava (IND) P | druga runda   |